# Yūichirō Kamiyama
Yūichirō Kamiyama (en japonès: 神山雄一郎, Oyama, Tochigi, 7 d'abril de 1968) va ser un ciclista japonès, que s'especialitzà en la pista. Va aconseguir una medalla medalles de plata al Campionat del món de velocitat de 1989 per darrere de l'italià Claudio Golinelli. Va participar en dues edicions dels Jocs Olímpics.

## Palmarès
- 1998
  - Medalla d'or als Jocs Asiàtics en velocitat
- 2002
  - Medalla d'or als Jocs Asiàtics en velocitat per equips (amb Takashi Kaneko i Harutomo Watanabe)